# گیاه‌پارچ توالت‌فرنگی
گیاه‌پارچ توالت‌فرنگی (نام علمی: Nepenthes jamban) نام یک گونه از سرده گیاه پارچ و از گیاهان بوم‌زادی شمال سوماترا است. کلمه جامبن در زبان اندونزیایی به معنی «توالت» است که به‌دلیل ظاهر گیاه بر روی آن گذاشته شده‌است.